# كريستينه ويسترمان
كريستين ويسترمان (بالألمانية: Christine Westermann)‏ هي مقدمة برامج إذاعية وصحفية وكاتِبة ومقدمة تلفزيونية ألمانية، ولدت في 2 ديسمبر 1948 في إرفورت في ألمانيا.

## وصلات خارجية
- كريستين ويسترمان على موقع IMDb (الإنجليزية)
- كريستين ويسترمان على موقع مونزينجر (الألمانية)
- كريستين ويسترمان على موقع ديسكوغز (الإنجليزية)
- كريستين ويسترمان على موقع قاعدة بيانات الفيلم (الإنجليزية)